# Judy Oakes
Judy Oakes (eigentlich Judith Miriam Oakes; * 14. Februar 1958 in Lewisham, heute London Borough of Lewisham) ist eine ehemalige britische Kugelstoßerin.
Für England startend gewann sie bei den Commonwealth Games 1978 in Edmonton Bronze. Eine weitere Bronzemedaille folgte im Jahr darauf bei den Leichtathletik-Halleneuropameisterschaften 1979 in Wien.
1982 gewann sie bei den Commonwealth Games in Brisbane Gold. Bei den Leichtathletik-Weltmeisterschaften 1983 in Helsinki wurde sie Zwölfte, bei den Olympischen Spielen 1984 in Los Angeles Vierte und bei den Halleneuropameisterschaften 1984 in Piräus Sechste.
1986 folgte auf eine Silbermedaille bei den Commonwealth Games in Edinburgh ein 14. Platz bei den Europameisterschaften in Stuttgart. 1987 wurde sie Sechste bei den Halleneuropameisterschaften in Liévin, Neunte bei den Hallenweltmeisterschaften in Indianapolis und scheiterte bei den Weltmeisterschaften in Rom in der Qualifikation. Ebenfalls in der Vorrunde schied sie bei den Olympischen Spielen 1988 in Seoul aus.
Die Commonwealth Games 1990 in Auckland brachten eine weitere Silbermedaille, die Weltmeisterschaften 1991 ein weiteres Vorrundenaus. 1994 errang sie Commonwealth Games in Victoria mit Gold ihre fünfte Medaille in Folge. 1995 wurde sie Achte bei den Hallenweltmeisterschaften in Barcelona und schied bei den Weltmeisterschaften in Göteborg in der Qualifikation aus. Im Jahr darauf wurde sie Vierte bei den Halleneuropameisterschaften in Stockholm und Elfte bei den Olympischen Spielen in Atlanta. 1997 wurde sie Zehnte bei den Hallenweltmeisterschaften in Paris und kam bei den Weltmeisterschaften in Athen nicht über die erste Runde hinaus.
Bei den Commonwealth Games 1998 in Kuala Lumpur verteidigte sie ihren Titel. Ihre vierte Olympiateilnahme 2000 in Sydney endete in der Qualifikation.
Judy Oakes betätigte sich auch im Kraftdreikampf und Gewichtheben. Dreimal wurde sie Weltmeisterin der International Powerlifting Federation: 1981 in der Gewichtsklasse bis 75 kg, 1982 und 1988 in der Gewichtsklasse bis 82,5 kg. Bei den Weltmeisterschaften im Gewichtheben gewann sie 1989 Bronze in der Klasse bis 82,5 kg.

## Persönliche Bestleistungen
- Kugelstoßen: 19,36 m, 14. August 1988, Gateshead (britischer Rekord)
  - Halle: 18,74 m, 14. Februar 1988, Gent
- Diskuswurf: 53,44 m, 20. August 1988, London
- Speerwurf (altes Modell): 46,66 m, 27. September 1986, Birmingham